# Явтухівська сільська рада
Явтухі́вська сільська́ ра́да — адміністративно-територіальна одиниця та орган місцевого самоврядування в Деражнянському районі Хмельницької області. Адміністративний центр — село Явтухи.

## Загальні відомості
Явтухівська сільська рада утворена в квітні 1944 року.
- Територія ради: 28,233 км²
- Населення ради: 661 особа (станом на 2001 рік)
- Територією ради протікає притока річки Вовк

## Населені пункти
Сільській раді підпорядковані населені пункти:
- с. Явтухи

## Склад ради
Рада складається з 12 депутатів та голови.
- Голова ради: Брушнівський Юрій Володимирович
- Секретар ради: Ліпкіна Галина Борисівна

### Керівний склад попередніх скликань
| Прізвище, ім'я, по батькові     | Основні відомості                                                                     | Дата обрання | Дата звільнення |
| ------------------------------- | ------------------------------------------------------------------------------------- | ------------ | --------------- |
| Савельєва Олена Михайлівна      | Сільський голова, 1956 року народження, член Всеукраїнського об'єднання «Батьківщина» | 26.03.2006   | 31.10.2010      |
| Брушнівський Юрій Володимирович | Сільський голова, 1969 року народження, освіта вища, член Партії регіонів             | 31.10.2010   |                 |

Примітка: таблиця складена за даними сайту Верховної Ради України

### Депутати
За результатами місцевих виборів 2010 року депутатами ради стали:

#### За суб'єктами висування
| Суб'єкт висування | Кількість обраних депутатів | %  |
| ----------------- | --------------------------- | -- |
| Партія регіонів   | 9                           | 75 |
| Народна партія    | 3                           | 25 |

#### За округами
| № округу        | Прізвище, ім'я, по батькові     | Дата визнання обраним | Освіта  | Партійна приналежність | Відомості про обраного депутата                             |
| --------------- | ------------------------------- | --------------------- | ------- | ---------------------- | ----------------------------------------------------------- |
| Народна Партія  |                                 |                       |         |                        |                                                             |
| 3               | Кобилецька Наталія Михайлівна   | 03.11.2010            | середня | член Народної партії   | Соціальний працівник                                        |
| 5               | Йолтухівська Неля Вацлавівна    | 03.11.2010            | вища    | член Народної партії   | Явтухівська загальноосвітня школа, вчитель                  |
| 7               | Брушнівська Світлана Павлівна   | 03.11.2010            | середня | член Народної партії   | пенсіонер                                                   |
| Партія регіонів |                                 |                       |         |                        |                                                             |
| 1               | Лісевич Надія Олександрівна     | 03.11.2010            | середня | член Партії регіонів   | Сільська рада, секретар                                     |
| 2               | Яворський Володимир Антонович   | 03.11.2010            | середня | член Партії регіонів   | приватний підприємець                                       |
| 4               | Брушнівська Олена Володимирівна | 03.11.2010            | вища    | член Партії регіонів   | Відділ Дерржкомзему у Деражнянському районі, землевпорядник |
| 6               | Яворський Володимир Миколайович | 03.11.2010            | середня | член Партії регіонів   | пенсіонер                                                   |
| 8               | Йолтухівський Антон Михайлович  | 03.11.2010            | вища    | член Партії регіонів   | Явтухівська загальноосвітня школа, директор                 |
| 9               | Йолтухівський Микола Михайлович | 03.11.2010            | середня | член Партії регіонів   | Соціальний працівник                                        |
| 10              | Ліпкіна Галина Борисівна        | 03.11.2010            | середня | член Партії регіонів   | приватний підприємець                                       |
| 11              | Брушнівська Алла Михайлівна     | 03.11.2010            | середня | член Партії регіонів   | КП «Явтушанка», зоотехнік                                   |
| 12              | Коточігов Володимир Вікторович  | 03.11.2010            | середня | член Партії регіонів   | приватний підприємець                                       |